# Compactozetidae
Compactozetidae é uma família de ácaros pertencentes à ordem Oribatida.
Géneros:
- Cepheus Koch, 1835
- Compactozetes Hammer, 1966
- Conoppia Berlese, 1908
- Eupterotegaeus Berlese, 1916
- Hamotegeus Balogh & Mahunka, 1969
- Hypocepheus Krivolusky, 1971
- Ommatocepheus Berlese, 1913
- Oribatodes Banks, 1895
- Pilocepheus Pérez-Íñigo, 1992
- Protocepheus Jacot, 1928
- Reticulocepheus Vasiliu & Calugar, 1977
- Sadocepheus Aoki, 1965
- Sphodrocepheus Woolley & Higgins, 1963
- Tereticepheus Bernini, 1990
- Tikizetes Hammer, 1967
- Tritegeus Berlese, 1913